# 紅鰭九棘鱸
紅鰭九棘鱸，為輻鰭魚綱鱸形目鱸亞目鮨科的其中一種，分布於西太平洋區，包括菲律賓、印尼、巴布亞紐幾內亞海域，棲息深度5-33公尺，體長可達25公分，棲息在珊瑚礁區，為底棲性魚類，屬肉食性，生活習性不明。

## 擴展閱讀
維基物種上的相關：紅鰭九棘鱸